# Karmin
Karmin era uma dupla musical norte-americana composta pelo casal de músicos Amy Noonan e Nick Noonan formada em 2010. A dupla ganhou fama após ter publicado um vídeo de cover musical no YouTube da canção “Look at Me Now”, original de Chris Brown com a participação de Lil Wayne e Busta Rhymes, que obteve milhões de visualizações na plataforma. Uma das suas músicas originais, "Take It Away", foi usada em promos para as finais da NBA em 2011 e clipes da final da Copa das Confederações em 2013. Em 2017, a dupla pausou temporariamente suas atividades devido ao novo projeto solo da integrante Amy Noonan chamado "Qveen Herby", que também é o nome do alter-ego da integrante. O projeto foge do pop e traz um som do estilo R&B e hip-hop/rap.

## História

### 2010-2014: Início da banda, “Inside Out” e “Pulses”
Amy e Nick conheceram-se em Boston na Berklee College of Music. Em 10 de Maio de 2010, lançaram seu primeiro EP independente chamado Inside Out. Depois de aparecerem no programa The Ellen DeGeneres Show, a sua página no YouTube ganhou mais de 150 milhões de acessos. Em 2 Junho de 2011, a dupla assinou com a gravadora Epic Records, e o primeiro single foi lançado no dia 12 de março. No dia 7 de dezembro, o videoclipe da música "Starships" foi lançado. No final de junho de 2012, a dupla entrou no seu estúdio musical para gravar seu EP de estreia Hello, que foi lançado no dia 7 de maio via download digital. Eles também participam da música Song For You do álbum 24/Seven da banda Big Time Rush em 2013. No dia 25 de março de 2014, o Karmin lançou o seu álbum de estreia "Pulses", que possui 12 faixas, incluindo uma faixa de mesmo nome do álbum, a revista Rolling Stone deu ao álbum uma nota de 1-1/2 estrelas. No dia 27 de setembro de 2014, a dupla lançou um remix da música "No Flex Zone" da dupla Rae Sremmurd em parceria com o rapper Watsky, contendo um videoclipe, que foi lançado no mesmo dia do remix.

### 2014-2016: Saída da Epic Records e “Leo Rising”
Em 2014, após o lançamento de seu álbum de estreia Pulses e a turnê correspondente do projeto, a dupla deixou a sua gravadora Epic Records. Em entrevista à Billboard, Amy Noonan disse: "Estávamos ansiosos em tentar uma abordagem musicalmente mais honesta. Queríamos ser um pouco mais nerds do que pensávamos que eles esperavam". No mesmo ano, o Karmin começou a trabalhar nas faixas de seu segundo álbum de estúdio “Leo Rising”, além disso, dois singles digitais foram lançados em 2014: "Sugar" em 8 de outubro, seguido por "Yesterday" em 24 de outubro de 2014. Outro single chamado "Along the Road" foi lançado em 25 de março de 2015 e foi programado para ser o single principal do álbum. Porém, foi posteriormente relegado como um lançamento promocional. Em 2016, o duo austríaco de house Wild Culture lançou o EP Sugar em colaboração com o Karmin, que é composto por 3 remixes de "Sugar" e um remix do single "Brave", de Riley Pearce. O álbum Leo Rising foi lançado em 9 de setembro de 2016, sendo o último álbum da dupla após sua separação para o projeto solo da integrante Amy Noonan em 2017.

### 2017- presente: pausa nas atividades e novo projeto “Qveen Herby”
Em 2017, após o lançamento de seu Cover de "All I Want For Christmas Is You", a dupla pausou temporariamente suas atividades. No início do mesmo ano, Amy Noonan revelou em uma transmissão ao vivo que uma turnê para promover o álbum Leo Rising não seria realizada em 2017 e, se houvesse, seria em 2018. Ela também revelou que junto com o lançamento de um novo site, novas músicas estavam sendo gravadas para seu projeto solo "Qveen Herby".
Em 2017, todos os perfis de redes sociais do Karmin foram renomeados para Qveen Herby e uma pequena prévia dizendo "O Karmin está morto, viva a Qveen" foi postada. Noonan logo anunciou formalmente sua carreira solo e lançou o site Qveenherby.com. O videoclipe do single de estreia de Qveen Herby, "Busta Rhymes", foi lançado em 1º de junho de 2017, seguido pelo lançamento do seu EP de estreia, EP 1 um dia depois. O EP recebeu críticas positivas dos críticos, que elogiaram o rebranding de Herby como artista e a exploração do R&B e da música hip hop. O EP também teve um sucesso razoável, chegando ao número 37 na parada de álbuns independentes da Billboard dos EUA e 13 na parada de álbuns dos EUA Heatseekers.

## Discografia

### Álbuns de estúdio
| Título     | Detalhes do Álbum |
| ---------- | --- |
| Pulses     | - Lançamento: 25 de Março de 2014 - Gravadora: Epic - Formatos: - CD - Descarga digital                                         |
| Leo Rising | Lançamento: 9 de Setembro de 2016 Gravadora(s): Karmin Music, RED Music/Sony Music Entertainment Formatos: CD, Descarga digital |

### EPs
| Título               | Detalhes do álbum                                                                          | Maior posição nos charts | Maior posição nos charts |
| Título               | Detalhes do álbum                                                                          | US                       | CAN                      |
| -------------------- | ------------------------------------------------------------------------------------------ | ------------------------ | ------------------------ |
| Inside Out           | - Lançamento: 10 de Maio de 2010 - Gravadora: P.I.C. - Formatos: EP, Descarga digital      | —                        | —                        |
| The Winslow Sessions | - Lançamento: 16 de Fevereiro de 2011 - Gravadora: P.I.C. - Formatos: EP, Descarga digital | —                        | —                        |
| Hello                | - Lançamento: 4 de Maio de 2012 - Gravadora: Epic - Formatos: EP, Descarga digital         | 18                       | 33                       |

### Outros álbuns
| Título                | Detalhes do álbum                                                                                               |
| --------------------- | --- |
| Karmin Covers, Vol. 1 | - Lançamento: 24 de Maio de 2011 - Gravadora: Karmin Music/The Complex Music Group - Formatos: Descarga digital |

### Singles
| Ano                                                       | Single             | Maior posição nos charts | Maior posição nos charts | Maior posição nos charts | Maior posição nos charts | Maior posição nos charts | Maior posição nos charts | Maior posição nos charts | Maior posição nos charts | Maior posição nos charts | Certificações                                                 | Álbum            |
| Ano                                                       | Single             | US                       | US Dance                 | US Pop                   | AUS                      | BEL (Vl)                 | CAN                      | IRL                      | NZ                       | UK                       | Certificações                                                 | Álbum            |
| --------------------------------------------------------- | ------------------ | ------------------------ | ------------------------ | ------------------------ | ------------------------ | ------------------------ | ------------------------ | ------------------------ | ------------------------ | ------------------------ | ------------------------------------------------------------- | ---------------- |
| 2011                                                      | "Crash Your Party" | —                        | —                        | 36                       | —                        | —                        | —                        | —                        | —                        | —                        |                                                               | Single sem álbum |
| 2012                                                      | "Brokenhearted"    | 16                       | 1                        | 10                       | 9                        | 63                       | 19                       | 40                       | 5                        | 6                        | - AUS: Platinum - CAN: Platinum - NZ: Platinum - US: Platinum | Hello            |
| 2012                                                      | "Hello"            | 62                       | 1                        | 16                       | 72                       | —                        | 72                       | —                        | 21                       | —                        |                                                               | Hello            |
| "—" denota singles que não entraram nas tabelas musicais. |                    |                          |                          |                          |                          |                          |                          |                          |                          |                          |                                                               |                  |

### Outros singles
- "Imagine" - Single com Jess Delgado, Tiffany Alvord, AJ Rafael, Dave Days, Sid Sriram & Dom Liberati (November 2, 2010)
- "6 Foot 7 Foot" (Live Version) - Single de Karmin Covers, Vol. 1 (April 26, 2011)
- "Look at Me Now" (Live Version) - Single de Karmin Covers, Vol. 1 (April 26, 2011)
- "Take It Away" - Single de The Winslow Sessions (May 27, 2011)
- "Super Bass" (featuring Questlove & Owen Biddle) - Single (June 6, 2011)

## Prêmios
A dupla ganhou um American Music Award.